# Lorena Infantes
Lorena Infantes, née le 1er février 1981 à Badajoz, est une joueuse espagnole de basket-ball.

## Biographie
En 2012-2013, ses moyennes à Orvieto étaient de 8,4 points et 3,7 rebonds, avant qu'elle ne rejoigne le club turc de Canik pour des statistiques de 7 points et 5 passes décisives. Elle signe à Mondeville en novembre 2013 pour épauler la jeune meneuse Julie Vanloo.